# Asesinato de Sheila Lumumba
El asesinato de Sheila Adhiambo Lumumba, una persona no binaria y lesbiana que trabajaba en un hotel en Kenia, ocurrió el 17 de abril de 2022 en Karatina, ciudad del condado de Nyeri.

## Cronología
El 15 de abril de 2022, Lumumba no se presentó a su puesto de trabajo en un hotel de Kenia. Sus compañeros intentaron llamarle, pero no obtuvieron respuesta. Su cuerpo fue encontrado dos días después en su domicilio. Se realizó una autopsia en el Hospital del Subcondado de Karatina, donde se determinó que había sufrido una agresión sexual y su cuerpo había sido estrangulado y apuñalado varias veces.
El funeral de Lumumba se celebró el 30 de abril.
El 20 de julio, openDemocracy informó que la policía había arrestado a un hombre y que fue acusado de asesinato; además se comunicó que la audiencia judicial se celebraría el 15 de agosto.
El 19 de diciembre de 2023 Billington Wambui Mwathi, asesino de Lumumba, fue condenado por el Tribunal Superior de Nyeri a 30 años de prisión.

## Reacciones
El asesinato provocó una indignación generalizada en la comunidad LGBT+ de Kenia. La Comisión Nacional de Derechos Humanos de Gays y Lesbianas de Kenia comunicó que el asesinato era "parte de un patrón de ataques y violencia contra las personas LGBTIQ+ en el país". OutRight Action International dijo que era parte de "una serie de ataques homofóbicos y transfóbicos" y que "la falta de una respuesta efectiva a la violencia homofóbica envía el mensaje de que la violencia contra las personas LGBTIQ puede llevarse a cabo con impunidad". La Comisión de Derechos Humanos de Kenia declaró que "demasiadas personas queer kenianas están siendo asesinadas sin que los perpetradores rindan cuentas". Human Rights Watch pidió al gobierno de Kenia que derogue las leyes anti-LGBT+ e incluya a las personas LGBT+ en los planes nacionales contra la violencia de género, diciendo que Lumumba era "invisible bajo las políticas actuales de Kenia". La Sociedad Feminista de Kisumu inició una campaña en las redes sociales usando el hashtag #JusticeForSheila para generar conciencia sobre el caso y presionar a la policía para que tome mejores medidas, mientras que Amnistía Internacional Kenia utilizó el hashtag #QueerLivesMatter en un mensaje de solidaridad con su familia.